# From Here We Go Sublime
Albums de The Field
Yesterday and Today
(2009)
From Here We Go Sublime est le premier album du compositeur suédois The Field, sorti le 3 avril 2007.

## Titres
Tous les morceaux ont été composés par Axel Willner.
1. Over the Ice – 6:56
2. A Paw in My Face – 5:24
3. Good Things End – 6:08
4. The Little Heart Beats So Fast – 5:25
5. Everday – 6:59
6. Silent – 7:35
7. The Deal – 10:03
8. Sun & Ice – 6:34
9. Mobilia – 6:28
10. From Here We Go Sublime – 4:09